# KAT-TUN×3
『KAT-TUN3』（カトゥーン カトゥーン カトゥーン）は、日本テレビの「バリューナイトフィーバー」枠(現サタデーバリューフィーバー)で2回にわたり放送されたジャニーズグループ KAT-TUNの初冠番組およびバラエティ番組。
番組内容は、KAT-TUNの知名度調査、メンバーのシャンプー対決、コント、ライブ、女優MEGUMIとのデート対決など。

## 放送内容

### 第1回(2005年7月30日放送分)
- ゲスト(助っ人として):蛍原徹(雨上がり決死隊)、松嶋尚美(オセロ)
- KAT-TUNのリーダーを決める

3つのお題で判断力の良さでリーダーを決める。しかし亀梨、田口、上田が1個ずつなので結局決められないままに。
- 美容室「CUT-TUN」

亀梨・上田、赤西・田口、田中・中丸の3つのコンビに分かれて、現役の美容師の髪でシャンプー対決をする。テクニックでは亀梨・赤西が評価されたが、総合で田中・中丸コンビが勝利。
- KAT-TUN内での役割を決める

セクC(セクシー)、たくまC(たくましい)、MC、いやC(癒し)、ナルC(ナルシスト)、PC(アキバ系)の6つ
- 結果
  - セクC…赤西仁
  - たくまC…田中聖
  - MC…亀梨和也
  - いやC…田口淳之介
  - ナルC…上田竜也
  - PC…中丸雄一

### 第2回(2005年8月6日放送分)
- ゲスト:MEGUMI
- デート対決

MEGUMIがそれぞれのメンバーと横浜でデートして、1番楽しかったメンバーを選ぶ。
- 結果
- 1位上田竜也
- 2位田口淳之介
- 3位田中聖
- 4位赤西仁
- 5位亀梨和也
- 6位中丸雄一

## そのほか
- この番組は四国地区を除くほぼ全国の地域で放送された。また、視聴率が高かったため再放送された。
- 2007年4月から2010年3月まで、バリューナイト枠にてこれを元にした「カートゥンKAT-TUN」が放送。